# Karl Tutter
Karl Tutter (* 28. September 1883 in Neudeck, Königreich Böhmen, Österreich-Ungarn; † 28. März 1969 in Selb) war ein österreichisch-deutscher Bildhauer, Maler und Porzellanbildner.

## Leben
Tutter erhielt seine künstlerische Ausbildung in Österreich. Hier studierte er acht Semester an einer Kunstschule. Sein anderthalbjähriges Privatstudium in Zeichnen und Malen absolvierte er bei Josef Mayr. Im Ersten Weltkrieg geriet Tutter für sechs Jahre in Kriegsgefangenschaft, die er in Chabarowsk, Ostsibirien verbrachte. Hier modellierte er im Staatlichen Museum für Landeskunde unter der Leitung des Forschungsreisenden Wladimir Klawdijewitsch Arsenjew. Darauf war er als Modelleur bei der Königlich privilegierten Porzellanfabrik Tettau tätig. Anschließend war er bei der Sitzendorfer Porzellanmanufaktur beschäftigt. 1922 wurde er als Modelleur bei der Porzellanfabrik Lorenz Hutschenreuther angestellt. Bald hatte er mit Carl Werner die künstlerische Leitung der dortigen Kunstabteilung inne; mit der beide maßgeblich zum Erfolg der Manufaktur beitrugen. Er war 1941, 1943 und 1944 mit insgesamt 18 Arbeiten auf der Großen Deutschen Kunstausstellung in München vertreten.
Bis 1956 schuf Tutter dort ein vielfältiges keramisches Werk. Tutter beherrschte die Sprache der Formgebung. Mit großer Phantasie schuf er ausdrucksstarke und gut verkäufliche Plastiken. Die Palette seiner Entwürfe reichte vom schwülstigen, lieblichen Puttenkerzenleuchter bis hin zu streng stilisierten Figuren im Stil des Art déco. Er beteiligte sich u. a. an weiteren Ausstellungen in Prag, Regensburg, Bayreuth, Kulmbach und andernorts.
1941 erhielt er den Ehrenpreis für Plastik in Bayreuth.

## Werke (Auswahl)
- Mädchenreigen
- Till Eulenspiegel
- Mephisto
- Sonnenkind
- Nach dem Bade
- Ariadne
- Eifersucht
- Finale

## Rezeption
Am 14. April 2019 wurde eine Folge der Sendung Lieb & Teuer des NDR ausgestrahlt, die von Janin Ullmann moderiert und im Schloss Reinbek gedreht wurde. Darin wurde mit der Kunsthistorikerin Christiane Blumenthal eine Porzellanfigur besprochen, die Tutter für Hutschenreuther entwarf und den Titel Eifersucht trägt.